# Charles B. McVay III
Pour les articles homonymes, voir McVay.
Charles Butler McVay III, né le 30 juillet 1898 à Ephrata et mort le 6 novembre 1968 à Litchfield, est un contre-amiral américain.

## Biographie
Le capitaine de vaisseau McVay est le commandant de l'USS Indianapolis (CA-35) lors du torpillage de celui-ci par le sous-marin japonais I-58, le 30 juillet 1945. Il est alors le seul commandant d'un navire de guerre américain à être traduit en cour martiale pour négligence ayant entraîné la perte de son navire en temps de guerre. Malgré le témoignage du capitaine de l'I-58 Mochitsura Hashimoto qui confirma qu'aucune manœuvre n'eût pu sauver l'Indianapolis du torpillage, il est condamné pour ne pas avoir navigué en zigzag. Très touché par le verdict, et après des années de dépression, il se suicide en 1968.

## Postérité
Après plusieurs années d'efforts déployés par certains survivants pour reconnaître son rôle, les charges contre le contre-amiral McVay ont été levées à titre posthume par le Congrès des États-Unis puis le président Bill Clinton en 2000. La Marine américaine n'applique cette décision qu'en juillet 2001.
Dans le téléfilm Mission of the Shark: The Saga of the U.S.S. Indianapolis, le rôle de McVay est interprété par Stacy Keach et dans USS Indianapolis : Men of Courage (2016), son rôle est interprété par Nicolas Cage.

## Récompenses et décorations
| Silver Star                                                                    |
| Purple Heart                                                                   |
| Navy Unit Commendation                                                         |
| Navy Expeditionary Medal                                                       |
| World War I Victory Medal                                                      |
| China Service Medal                                                            |
| American Defense Service Medal avec une service star de bronze                 |
| American Campaign Medal                                                        |
| European-African-Middle Eastern Campaign Medal avec une service star de bronze |
| Asiatic-Pacific Campaign Medal avec trois service stars de bronze              |
| World War II Victory Medal                                                     |